# Nabeel Qureshi
Nabeel Qureshi (San Diego, 13 aprile 1983 – Houston, 16 settembre 2017) è stato uno scrittore statunitense, noto per essersi convertito al cristianesimo dopo aver ripudiato l'Islam.

## Biografia
Nabeel nacque negli Stati Uniti in una famiglia di musulmani Ahmadiyya. Suo padre faceva parte della United States Navy, per la qual cosa si spostò diverse volte prima di stabilirsi definitivamente in Virginia. Credente convinto e studioso di apologetica islamica, dopo anni di discussioni con un amico conosciuto all'università, David Wood, decise di convertirsi al cristianesimo. Racconterà poi la sua conversione nel libro Seeking Allah, Finding Jesus divenuto bestseller del New York Times.

Il 30 agosto 2016 annunciò di essere malato di cancro allo stomaco: morirà il 16 settembre 2017 all'età di 34 anni.

## Commenti sul terrorismo islamico
Nabeel parlò spesso del terrorismo islamico e della sua convinzione che l'Islam fosse una religione violenta.

Raccontò anche delle minacce di morte ricevute da musulmani dopo che egli si fece cristiano, la prima delle quali due mesi dopo la conversione.

## Opere
- Seeking Allah, Finding Jesus: A Devout Muslim Encounters Christianity, Zondervan, 2014
- Answering Jihad: A Better Way Forward, Zondervan, 2016
- No God But One—Allah or Jesus, Zondervan, 2016